# Kościół św. Andrzeja Boboli w Łomży
Kościół świętego Andrzeja Boboli w Łomży – rzymskokatolicki kościół parafialny należący do parafii pod tym samym wezwaniem (dekanat Łomża – św. Michała Archanioła diecezji łomżyńskiej).
Budowa świątyni została rozpoczęta 2 kwietnia 2005 roku po pobłogosławieniu przez biskupa łomżyńskiego placu budowy. W ramach obchodów diecezjalnych 350. rocznicy śmierci św. Andrzeja Boboli, patrona diecezji łomżyńskiej i parafii, w dniu 16 maja 2007 roku został wmurowany pod budowę kościoła kamień węgielny pochodzący ze wzgórza św. Wawrzyńca w Starej Łomży nad rzeką, poświęcony przez biskupa Stanisława Stefanka 6 kwietnia 2005 roku w Rzymie, w czasie parafialnej pielgrzymki podczas uroczystości pogrzebowych papieża Jana Pawła II. Świątynia została zbudowana dzięki staraniom księdza proboszcza Andrzeja Popielskiego, według projektu Pracowni Architektonicznej Anny Polkowskiej, Urszuli Zabiełło i Mikołaja Długosza z Warszawy. 25 grudnia 2010 roku biskup łomżyński Stanisław Stefanek pobłogosławił świątynię i rozpoczęto w niej odprawianie nabożeństw.
W dniu 17 maja 2025 roku biskup łomżyński Janusz Stepnowski poświęcił kościół.